# San Lorenzo, Paraguay
San Lorenzo là một thành phố ở tỉnh Central ở Paraguay, cách thủ đô Asunción 10 km. Đây là một trong những thành phố đông dân nhất ở tỉnh Central. Hoạt động kinh tế chính là thương mại. Khu trường sở Đại học quốc gia Asunción nằm ở San Lorenzo. Thành phố là nơi có Giáo phận Công giáo Rôma San Lorenzo.